# Vicepresident de Veneçuela
El Vicepresident Executiu de la República Bolivariana de Veneçuela és el segon càrrec oficial més alt del Poder Executiu del govern de Veneçuela, d'acord amb la Constitució Nacional, el més directe col·laborador del President de la República. La seva figura apareix des de la Constitució de 1830 fins a la de 1858, reapareixent a la Constitució de 1999. Està situat en el primer lloc en la línia de successió del President de Veneçuela, això s'aplica en casos excepcionals segons els que estableix l'article 233 i 234 de la Constitució Nacional.
El vicepresident executiu és nomenat i remogut pel President de la República i no pot tenir grau algun de consanguinitat amb aquest.
El vicepresident pot ser remogut per més de dues terceres parts de l'Assemblea Nacional, mitjançant una moció de censura. Si durant els sis anys de període presidencial del cap d'Estat s'aproven mocions de censura a més de tres vicepresidents, el President de la República estarà facultat per dissoldre el Parlament.

## Funcions del vicepresident executiu
D'acord amb la Constitució de 1999, són atribucions del Vicepresident Executiu:
1. Col·laborar amb el president o presidenta de la República la direcció de l'acció del Govern.
2. Coordinar l'Administració Pública Nacional de conformitat amb les instruccions del president o presidenta de la República.
3. Proposar al president o presidenta de la República el nomenament i la remoció dels ministres.
4. Presidir, prèvia autorització del president o presidenta de la República, el Consell de Ministres.
5. Coordinar les relacions de l'Executiu Nacional amb l'Assemblea Nacional.
6. Presidir el Consell Federal de Govern.
7. Nomenar i remoure, de conformitat amb la llei, els funcionaris o funcionàries nacionals la designació dels quals no sigui atribuïda a una altra autoritat.
8. Suplir les faltes temporals i absolutes del president o presidenta de la República.
9. Exercir les atribucions que li delegui el president o presidenta de la República.